# Chileense flamingo
De Chileense flamingo (Phoenicopterus chilensis) is een van de drie Zuid-Amerikaanse leden van de flamingo's.

## Kenmerken
De vogel is gemiddeld 105 cm lang en weegt ongeveer 2,3 kilogram. Deze soort onderscheidt zich van de Andesflamingo door zijn grijze poten met rode "knieën" (feitelijk enkelgewrichten),  terwijl de Andesflamingo geheel vuilgele poten heeft.

## Leefwijze
Het voedsel bestaat uit kreeftachtigen en andere kleine aquatische organismen, maar ook zaden van waterplanten en algen staan op het menu. De vogel komt voor in groepen die kunnen bestaan uit ongeveer enkele tot tienduizenden exemplaren.

## Voortplanting
Deze vogel broedt in kolonies in maart en juni. Het legsel bestaat uit een enkel ei.

## Verspreiding
Hij komt voor in de zuidelijke helft van Zuid-Amerika in de Andes, met name van centraal Peru tot Tierra del Fuego tot zuidelijk Brazilië, Uruguay en centraal Argentinië. De vogel broedt in de Andes tot op 4500 m boven de zeespiegel in zoetwatermeren en zij overwinteren in zoutwatermoerassen langs de westkust van Zuid-Amerika.

### Voorkomen in Nederland en Duitsland
Op de grens van Nederland en Duitsland in het Zwillbrocker Venn broedt sinds 1982 een kleine kolonie die is ontstaan uit verwilderde vogels die zijn ontsnapt uit gevangenschap.Zo broeden daar enkele tientallen paren, samen met nog twee andere soorten flamingo's (de gewone flamingo, P. roseus en de rode flamingo, P.ruber). Deze vogels overwinteren op schorren en slikken in Zeeland.

## Status
In het oorspronkelijke verspreidingsgebied worden de broedgebieden bedreigd door waterwinning voor irrigatie en door mijnbouw. Verder zijn verstoring door toerisme en het verzamelen van eieren een bedreiging. In 2010 werd de populatie geschat op nog 300.000 individuen. De soort gaat echter in aantal  achteruit. Om deze redenen staat de Chileens flamingo als gevoelig op de Rode Lijst van de IUCN.